# Грюнкраут
Грюнкраут (нім. Grünkraut) — громада в Німеччині, знаходиться в землі Баден-Вюртемберг. Підпорядковується адміністративному округу Тюбінген. Входить до складу району Равенсбург.
Площа — 17,16 км2. Населення становить 3183 ос. (станом на 31 грудня 2020).